# Peripartale Kardiomyopathie
Die peri- oder auch postpartale Kardiomyopathie, abgekürzt mit PPCM (für die englische Bezeichnung Peripartum cardiomyopathy), ist eine seltene, lebensgefährliche Herzerkrankung bei vorher gesunden Frauen, die innerhalb der letzten Schwangerschaftswochen bis sechs Monate nach der Geburt auftritt. Die Krankheit äußert sich durch plötzlich einsetzende Herzinsuffizienz mit Husten, Beinödemen, allgemeiner Abgeschlagenheit und Herzrasen und kann binnen weniger Wochen zum Tod führen. Die genaue Ursache und die Entstehungsweise der Krankheit sind noch unbekannt.

## Verbreitung und Risikofaktoren
Die Häufigkeit der Krankheit wird in Europa und in den USA auf 1 : 3500 bis 1 : 1400, in Südafrika auf 1 : 1000 und in Haiti auf 1 : 299 geschätzt. Das würde in Deutschland ca. 300 Neuerkrankungen pro Jahr entsprechen, tatsächlich wurden aber 2007 allein bei der Medizinischen Hochschule Hannover 17 neue Fälle registriert, was auf eine höhere Inzidenz der PPCM hindeutet. Die höhere Rate an Erkrankungen in den Ländern Südafrika und Haiti erklärt man sich durch eine genetische Veranlagung. Daneben sind noch Rauchen, Präeklampsie, Bluthochdruck, die Einnahme tokolytischer Medikamente, Zwillingsschwangerschaften, Teenagerschwangerschaften und Schwangerschaften bei älteren Frauen Risikofaktoren, die die Wahrscheinlichkeit, an PPCM zu erkranken, erhöhen. Allerdings sind ein Viertel bis ein Drittel aller Erkrankten junge, gesunde, erstgebärende Frauen ohne jegliche Vorbelastung.

## Molekularer Entstehungsmechanismus
Die genauen Ursachen der Krankheit sind noch unbekannt. Ein möglicher Prozess, der zur Krankheitsentstehung führt, wurde aber 2007 entdeckt. So konnte – basierend auf experimentellen Untersuchungen an Mäusen – gezeigt werden, dass ein Mangel an anti-oxidativen Enzymen im peri-/postpartalen Herzen zu erhöhter Bildung von Sauerstoffradikalen und damit zu erhöhtem oxidativem Stress führt. Dies wiederum hat zur Folge, dass Prolaktin in eine pro-apoptotische und anti-angiogenetische 16-kDa-Subform gespalten wird. Prolaktin ist ein Hormon, das während der Schwangerschaft und Stillzeit vom Hypophysenvorderlappen in bestimmten Abständen in großen Mengen gebildet wird und das die Milchbildung, das Wachstum der Brustdrüsen und die Rückbildung der Gebärmutter nach der Geburt anregt. Seine Subform 16-kDa weist eine Reihe schädlicher Auswirkungen gegenüber dem Herzen auf: Sie wirkt massiv schädigend auf das Endothel, auf die Mikrozirkulation im Myokard und verringert die metabolische Aktivität der Herzmuskelzellen. Letztendlich führt das zu schwerer Herzschädigung mit den typischen Symptomen der PPCM. Im weiteren Verlauf des Experiments wurde – durch die erzielten Erkenntnisse bedingt – erprobt, ob PPMC durch Bromocriptin verhindert werden kann, weil Bromocriptin die Ausschüttung von Prolaktin hemmt und damit die Entstehung der Subform verhindert. Das Ergebnis dieses Tests war positiv.
Parallelen zu diesem Tierversuch ergaben sich bei Blutuntersuchungen an Frauen, die an PPCM erkrankt waren: So war die Menge an bestimmten Indikatoren für oxidativen Stress und an 16-kDa-Prolaktin (bei drei von fünf kranken, aber bei keiner gesunden Frau) im Blut erhöht. Wegen dieser Parallelen wurde in Afrika eine Pilotstudie durchgeführt, bei der untersucht wurde, ob die Behandlung mit Bromocriptin sich auch beim Menschen in Hinblick auf den Krankheitsverlauf günstig auswirkt. Das war der Fall.
Die Theorie, dass es sich bei PPCM hauptsächlich um eine Erkrankung des Gefäßsystems beziehungsweise um eine Fehlfunktion in der Angiogenese handelt, wurde 2012 durch weitere Experimente an Mäusen erneut untermauert; dabei wurden weitere Faktoren, die bei der Entstehung von PPCM möglicherweise eine Rolle spielen, entdeckt. Es stellte sich heraus, dass sich PPCM in Mäusen entwickelt, denen einerseits PGC-1α (Peroxisome Proliferator-Activated Receptor gamma Coactivator-1alpha) fehlt und die andererseits eine erhöhte Menge an VEGF (vascular endothelial growth factor)-Hemmer, wie sFLT1 (soluble fms-like tyrosin kinase-1), aufweisen. PGC-1α ist ein starker Regulator der Angiogenese im Körper. VEGF-Hemmer wiederum werden von der Plazenta im späteren Verlauf der Schwangerschaft gebildet. Dabei bildet die Plazenta bei Zwillingen oder bei Mehrlingsschwangerschaften  mehr erhöhte Mengen dieses Stoffes. Das würde auch erklären, warum Frauen, die mit Zwillingen schwanger sind, stärker gefährdet sind, an PPCM zu erkranken. Bei erkrankten Frauen findet sich überdies ein abnormal hoher Spiegel an sFLT1 im Blut, was diese Ergebnisse untermauert.
2013 schließlich konnte das Verständnis des molekularen Mechanismus, der der PPCM zugrunde liegt, noch einmal erweitert werden. Denise Hilfiker-Kleiner und andere haben herausgefunden, dass 16-kDa-Prolaktin die Expression der MicroRNA-146a induziert, was die Angiogenese vermindert, indem NRAS (neuroblastoma RAS viral (v-ras) oncogene homolog) herunterreguliert wird. Die MicroRNA-146a greift die Endothelzellen des Herzens an und führt so zur Schädigung der Blutgefäße des Herzens. Darüber hinaus kommt es aber auch zur vermehrten Ausschüttung von MicroRNA-146a in den Endothelzellen, die in Exosomen gespeichert und von den Myozyten des Herzens aufgenommen wird. Das wiederum führt zu einer Verminderung der metabolischen Aktivität und zu einer Verminderung der Expression von Erbb4, Notch1, NRAS und Irak1 – Gene, die für das Überleben der Myozyten wichtig sind. Die MicroRNA-146a kann jedoch mit MicroRNA-Antagonisten oder mit Locked Nucleic Acid (LNA) blockiert werden, ohne gleichzeitig die gesamte Prolaktin-Kette mit zu unterbrechen, wie das bei einer Behandlung mit Bromocriptin der Fall ist. So bleibt die Fähigkeit zu Stillen bei den Müttern erhalten. Im Tierexperiment mit Mäusen führte eine Behandlung mit diesen Mitteln zu einer Abschwächung der PPCM.

## Klinische Erscheinungen
Von der klinischen Erscheinung her ähnelt die PPCM einer dilatativen Kardiomyopathie und ist demzufolge charakterisiert durch eine schwere, schnell voranschreitende Herzinsuffizienz, die eine Herztransplantation notwendig machen kann. Die Symptome sind in etwa: Husten, Beinödeme und allgemeine Abgeschlagenheit, aber auch periphere arterielle Thrombosen und Herzrasen. Diese Symptome sind aber sehr allgemein und können auch während einer normalen Schwangerschaft auftreten; deswegen wird eine Diagnose oft erst spät gestellt. Durch die PPCM bedingt kann es weiterhin zur Mitralklappeninsuffizienz kommen. Das Risiko für linksventrikuläre und periphere arterielle Thromben, für Herzrhythmusstörungen sowie für plötzlichen Herztod ist erhöht.

## Untersuchungsmethoden
Bei Verdacht auf PPCM (Auftreten der typischen Symptome) werden ein Echokardiogramm und eine Blutuntersuchung auf das N-terminale Propeptid BNP durchgeführt. Das dient dazu, um die typischen Zeichen einer dilatativen Kardiomyopathie wie systolische Dysfunktion mit einer linksventrikulären Auswurffraktion (EF) von < 45 % und mit einem vergrößerten Ventrikel zu erkennen. Ein erhöhter BNP-Spiegel im Blut ist dabei kein spezifischer Marker für eine PPCM, sondern allgemein typisch für eine Herzinsuffizienz. Der Unterschied zu anderen Formen der dilatativen Kardiomyopathie besteht dabei in der Geschwindigkeit, mit der die PPCM voranschreitet und sich binnen weniger Tage bei vorher augenscheinlich völlig gesunden Frauen ohne Vorerkrankungen entwickeln kann. Von nur begrenztem diagnostischem Nutzen sind Röntgen-Thorax und EKG.
Eine Diagnose der PPCM wird oftmals jedoch erst sehr spät gestellt. Das hat mehrere Gründe: Zum einen denken die vormals völlig herzgesunden Frauen nicht an ein kardiales Problem. Zum anderen sind die Symptome sehr unspezifisch und werden gerne als normale Begleiterscheinungen einer Schwangerschaft oder als Lungenentzündung/Infekt interpretiert. Das trifft insbesondere auf Atemnot und Husten zu, die nach den Erfahrungen der Autoren des Ärzteblatts oftmals die ersten Symptome der Krankheit sind. Auch andere klinische Erscheinungen wie eine Zeichnungsvermehrung im Röntgenbild in der Phase der Dekompensation, Beinödeme oder periphere Embolien werden nicht einer PPCM, sondern der postpartalen Umstellungsphase zugerechnet. Nach den Erfahrungen der Autoren vergehen so in 30 % aller Fälle mehrere Wochen oder sogar Monate bis zur richtigen Diagnose. Der jüngst gefundene Marker MicroRNA-146a könnte entscheidend zu einer früheren Diagnose beisteuern, da er für diese Krankheit spezifisch ist.

## Behandlung
Die Behandlung der peripartalen Kardiomyopathie stützt sich in erster Linie auf die konventionelle Herzinsuffizienztherapie nach den Leitlinien der Deutschen Gesellschaft für Kardiologie, wobei auch auf die Gesundheit des Fötus zu achten ist (gewisse Medikamente können dann nicht verwendet werden). So können ACE-Hemmer beziehungsweise Angiotensin-II-Rezeptor-Antagonisten und Aldosteron-Antagonisten wegen fetaler Schädigungen erst nach der Schwangerschaft verwendet werden. Stattdessen kann auf Hydralazin und/oder Nitrate zurückgegriffen werden. Weiterhin stehen Betablocker, wenn die Frau hämodynamisch stabil ist, und Digitalis zur Verfügung. Auf die genaue Dosis von Digitalis muss streng geachtet werden, da Frauen auf diesen Wirkstoff empfindlicher reagieren.
Beträgt die linksventrikuläre Auswurffraktion weniger als 35 %, ist außerdem die Gabe von Antikoagulantien (Heparin vor und Warfarin nach der Geburt) indiziert, da sonst eine erhöhte Gefahr für linksventrikuläre Thrombosen (Blutverklumpungen) besteht. Unter Umständen ist auch die Gabe von Calcium-Kanal-Blockern (wie Amlodipin) zur Senkung des Blutdrucks angezeigt, aber meist können diese Medikamente wegen ihrer schlechten inotropischen Eigenschaften nicht verwendet werden. Bei schwerer Herzinsuffizienz muss das Herz mechanisch unterstützt werden oder eine Herztransplantation durchgeführt werden.
Wegen der wahrscheinlichen pathologischen Wirkung von Prolaktin in diesem Zusammenhang sollen Wöchnerinnen sofort abstillen beziehungsweise gar nicht erst mit dem Stillen anfangen. Das verhindert gleichzeitig den Übertritt von Medikamenten von der Mutter auf das Kind. Die spezifischere Behandlung mit Bromocriptin steht zur Debatte und wurde in verschiedenen kleineren Studien in Afrika und Haiti schon getestet, ist in Deutschland allerdings noch nicht zugelassen. Ein neuerer Therapieansatz kann sich auch aus den gewonnenen Erkenntnissen bezüglich der MicroRNA-146a ergeben, indem man mit MicroRNA-Antagonisten oder mit LNA die MicroRNA-146a blockiert. Dies würde nicht das Prolaktin an sich betreffen und Stillen wäre den Müttern möglich.

## Heilungsaussicht
Die Letalität bei der peripartalen Kardiomyopathie liegt nach einer Studie mit 100 Frauen in Afrika und nach einer weiteren längeren Studien über fünf Jahre hinweg in Haiti bei ca. 15 %. Eine andere Studie, die hauptsächlich (zu 67 %) weiße Frauen untersuchte, kam auf eine Sterblichkeit von 9 %. Die erste Studie in Afrika ergab, dass sich bei 23 % der betroffenen Frauen die linksventrikulären Werte normalisierten, die zweite Studie in Haiti ergab dafür 31–35 % und die letzte 54 %. Eine Normalisierung ist dabei wahrscheinlicher, wenn die linksventrikuläre Auswurffraktion schon bei der Diagnose über 30 % betrug.
Andere, nicht jedoch neuere Studien zeigen dagegen weit günstigere Ergebnisse: Sie kommen nur auf Letalitätsraten von 0 bis 7 %.